# Posljednje samoubojstvo (1997.)
Posljednje samoubojstvo je američka drama iz 1997. koju je režirao Stephen Kay. Zasniva se na pismu koje je Neal Cassady, američki pjesnik beat generacije, napisao Jacku Kerouacu. U filmi glume Thomas Jane kao Cassady, Keanu Reeves, Adrien Brody, Gretchen Mol i Claire Forlani.
Radnja filma odvija se 1946.g., te se djelomično zasniva na Cassadyjevom pismu. Pismo je bilo napisano 1950-ih, a radnja se odvija u njegovim dvadesetima.